# Bernhard Sill
Bernhard Sill (* 23. Oktober 1955 in Wewer) ist ein römisch-katholischer Theologe  und hatte vom 1. Oktober 1997 bis zum 31. Oktober 2020 die Professur für Moraltheologie an der Fakultät für Religionspädagogik und Kirchliche Bildungsarbeit der Katholischen Universität Eichstätt-Ingolstadt inne.

## Leben
Von 1962 bis 1966 besucht Sill die katholische Volksschule in Wewer und von 1966 bis 1974 das Johanneum Wadersloh. Nach dem Studium der katholischen Theologie an der Theologischen Fakultät Paderborn und an der Universität Wien absolvierte er den Zivildienst in der Diözesangeschäftsstelle des Malteser-Hilfsdienstes e. V. Paderborn. Das Promotionsstudium in Würzburg schloss Sill mit der Promotion zum Dr. theol. 1984 ab. Von 1981 bis 1990 war er Assistent am Lehrstuhl für Moraltheologie des Instituts für Systematische Theologie an der Katholisch-theologischen Fakultät der Universität Würzburg bei Bernhard Fraling und ab 1990 Akademischer Rat auf Zeit. Von 1991 bis 1997 war er Dozent für Moraltheologie am Priesterseminar Hildesheim. 1997 erhielt er die venia legendi und lehrte bis zu seiner Emeritierung 2020 als Professor für Moraltheologie an der Fakultät für Religionspädagogik und Kirchliche Bildungsarbeit der Katholischen Universität Eichstätt-Ingolstadt.
Seine Forschungsschwerpunkte sind Ethos und Thanatos, Eros und Ethos, Bioethik und Biopolitik, phasenspezifisches Gelingen der Lebensmitte, Dichtung und Literatur der Gegenwart und Ästhetik und Ethik. Er ist Verfasser und Herausgeber zahlreicher Publikationen.